# Jättendals landskommun
Jättendals landskommun var en tidigare kommun i Gävleborgs län. Centralort var Jättendal.

## Administrativ historik
Jättendals landskommun (från början Jettendals landskommun) inrättades den 1 januari 1863 i Jättendals socken i Hälsingland  när 1862 års kommunalförordningar trädde i kraft.
Den upphörde vid kommunreformen 1952, då den gick upp i Harmångers landskommun. Sedan 1971 tillhör området Nordanstigs kommun.

## Kommunvapen
Jättendals landskommun förde inte något vapen.

## Politik

### Mandatfördelning i valen 1938-1946
| 10 | 4 | 5 | 1 |

| 20 |

| 8 | 6 | 6 |

| 20 |

| 7 | 7 | 6 |

| 19 |

### Fotnoter
1. ↑  Per Andersson: Sveriges kommunindelning 1863-1993, Draking, Mjölby 1993, ISBN 91-87784-05-X, s. 90